# Dermanyssus gallinae
Dermanyssus gallinae è un parassita del pollame, detto comunemente acaro rosso del pollo od, impropriamente, pidocchio rosso del pollo. Può comunque infestare molte specie di uccelli, ed occasionalmente anche gli esseri umani.

## Descrizione
Misura all'incirca 1,5 mm, con arti ben sviluppati; normalmente è di colore grigiastro, assumendo la colorazione rossa quando ha effettuato il pasto di sangue.

## Comportamento
Dermanyssus è ematofago come il vero pidocchio (Menopon gallinae) ma a differenza di questo vero pidocchio pollino, l'acaro rosso Dermanyssus trascorre la maggior parte della sua vita lontano dall'ospite, salendovi solo la notte per effettuarvi il pasto di sangue; può comunque sopravvivere molto tempo a digiuno. Negli allevamenti si rifugia nelle crepe e sotto la polvere che si trova sotto le gabbie e le mangiatoie.
Può causare agli uccelli un forte prurito e, di conseguenza, un forte stress che si ripercuote negativamente sulla produzione di carne e uova. L'infestazione dei mammiferi e dell'uomo è rara ma può verificarsi in soggetti che vivono vicino ad ambienti molto infestati (es. pollai).

## Controllo
Il controllo di Dermanyssus gallinae è reso difficile dalla sua riproduzione molto veloce e dal suo rifugiarsi in anfratti dove è difficilmente raggiungibile. Si basa comunque soprattutto sull'accurata pulizia e disinfestazione degli ambienti. Il problema di possibili residui di pesticidi nei prodotti dell'allevamento dei polli è sempre in agguato (vedi http://indice.spvet.it/arretrati/numero-75/documenti/001Spvet75.pdf Archiviato il 22 aprile 2018 in Internet Archive.). Esempio recente il caso del Fipronil rinvenuto nelle uova. Metodo di disinfestazione meno inquinante e alternativo ai pesticidi è l'adozione di mezzi fisici di lotta come il calore (Radeghieri et. al. 2015) utile anche per disinfestare ed eliminare anche altri parassiti dei gallinacei.